# Irina Polechtchouk
Irina Polechtchouk est une joueuse de volley-ball biélorusse naturalisée française, née le 1er août 1973 à Minsk. Elle mesure 1,86 m et joue centrale.

## Clubs
| Club                 | Pays        | De        | À         |
| -------------------- | ----------- | --------- | --------- |
| Amkodor Minsk        | Biélorussie | 1985-1986 | 1993-1994 |
| RC Villebon 91       | France      | 1994-1995 | 2003-2004 |
| Melun-La Rochette    | France      | 2004-2005 | 2005-2006 |
| RC Cannes            | France      | 2006-2007 | 2006-2007 |
| Le Cannet-Rocheville | France      | 2007-2008 | 2007-2008 |
| RC Cannes            | France      | 2008-2009 | 2010-2011 |
| MO Mougins           | France      | 2012-2013 | 2018-2019 |

## Palmarès
- Ligue des champions
  - Medaille de bronze : 2010

- Championnat du monde junior (1)
  - Vainqueur : 1991

- Championnat d'Europe junior (1)
  - Vainqueur : 1992

- Championnat de France (4)
  - Vainqueur : 2007, 2009, 2010, 2011
  - Finaliste : 2000, 2001, 2002, 2003, 2006

- Coupe de France (5)
  - Vainqueur : 2002, 2007, 2009, 2010, 2011
  - Finaliste : 2005, 2008
  - Coupe de France Fédérale(2)
    - Vainqueur : 2016, 2018
    - Finaliste : 2005

- Top Teams Cup (1)
  - Vainqueur : 2003

- Coupe de la CEV
  - Finaliste :  2008